# Windskaten

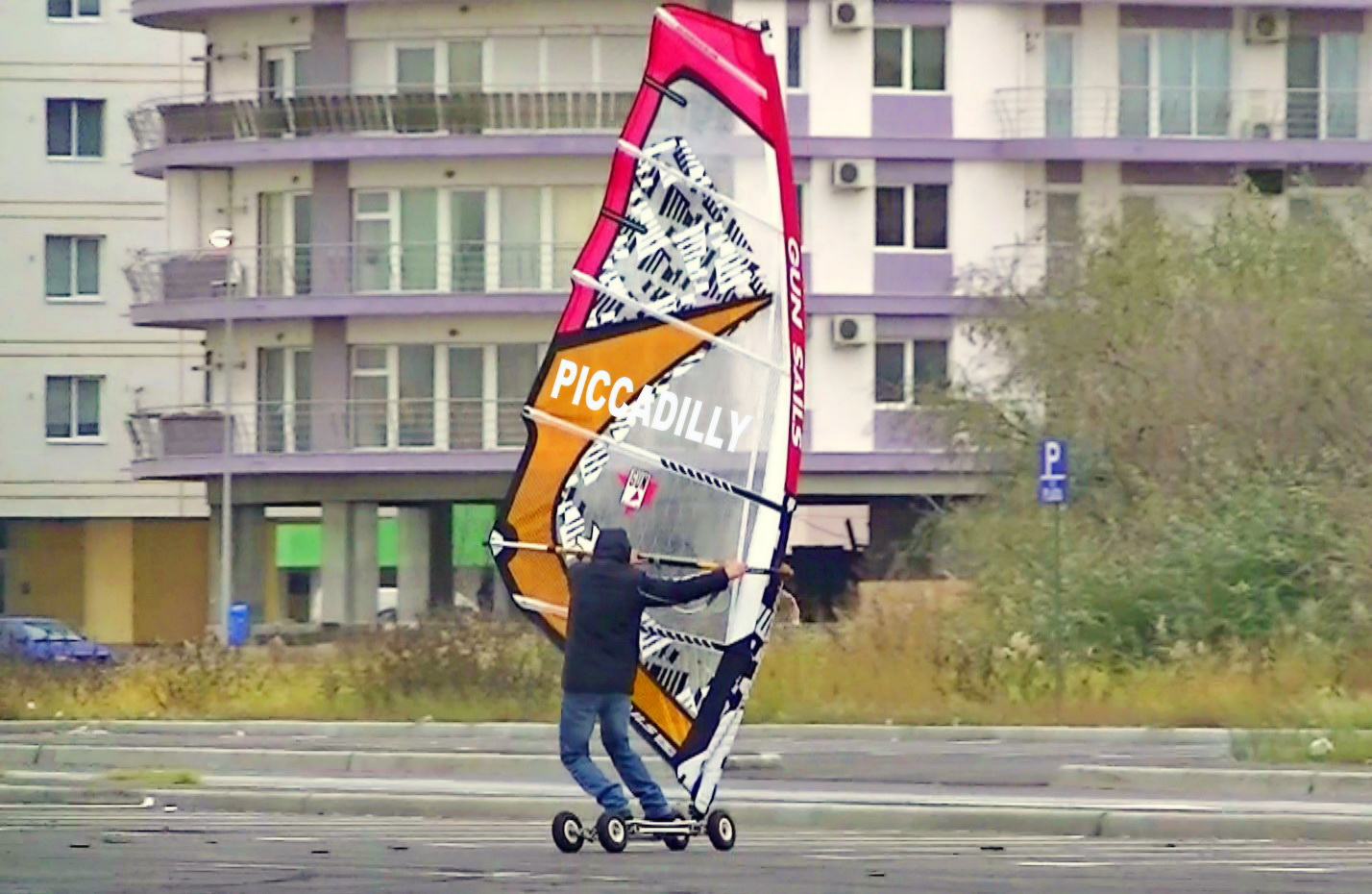
Windskaten

Windskaten is een sport waarbij het windsurfen wordt nagebootst op land. Dit kan bijvoorbeeld door in plaats van een gewone surfplank een board met wielen, in veel gevallen een mountainboard te gebruiken, waarop een "base" (ofwel mastvoet) geplaatst wordt. De term windskaten kan ook gebruikt worden om varianten aan te duiden die geen gebruik maken van een speciaal board, maar van gewone skates of een gewoon skateboard, waarbij de sporter een los zeil in zijn handen houdt om wind in te 'vangen' en zo snelheid te maken.
Net als bij het windsurfen kent het windskaten ook verschillende soorten "boards", die weer gebruikt worden bij verschillende stijlen. De twee meest voorkomende stijlen zijn freestyle en "cruise".